# أم الكرام بنت المعتصم
أم الكرام بنت المعتصم بن صُمادح (مواليد 1050 م)، كانت أميرة وشاعرة أندلسية (القرن الحادي عشر)، ابنة أبو يحيى محمد بن معن، المعتصم، ملك الطائف في ألمرية (والتي تتوافق حاليًا مع محافظة المرية، الأندلس، إسبانيا).
أم الكرم بنت المعتصم بن صمادح أم الكرم بنت محمد بن معن بن صمادح التجيبية تنتمي إلى سلالة بنو صمادح، كان لديها ثلاثة أشقاء ولها أخوة: ثلاثة شعراء: الواثق عز الدولة أبو محمد عبد الله. ورفيع الدولة الحاجب أبو زكريا يحيى. وأبو جعفر ... أولاد المعتصم بن صمادح. وأبوهم ملك المرية وأعمالها، شاعر أيضاً من أهل المائة الخامسة. 

قال الأديب أبو الحسن علي بن موسى بن سعيد في المغرب: كانت تنظم الشعر، وعشقت الفتى المشهور بالجمال من دانية المعروف بالسَّمَّار، وعملت فيه الموشحات. ومن شعرها فيه:
ذكرابن عذاري أن أباها اعتنى بتأديبها لما رآه من ذكائها حتى نظمت الشعر والموشحات. وعشقت الفتى المشهور بالشعار، وقالت فيه:
يشير هذا المؤلف إلى الأعمال الأدبية الوحيدة التي بقيت من الأميرة، وهي قصائد الحب المكرّسة للسمار، وهي جزء كبير من الجمال الرائع الذي نشأ في دانية، وشارك في حكومة المملكة، التي سمحت له أن يكون بالقرب من الأميرة. عندما علم والد أم الكرم، الملك أبو يحيى، بالعلاقة بين الاثنين، قام بقتل الخصي. 

## أنظر أيضاً
- زينب المرية
- ولادة بنت المستكفي
- بنو صمادح